# Sällskapet (musikalbum)
Sällskapet är det svenska elektroniska, post-industriella musikbandet Sällskapets självbetitlade debutalbum som släpptes 28 mars 2007. Medlemmarna jobbade med den i tre år i hemlighet före utgivningen. Med deluxe-utgåvan följer även en dvd med videor till fem av låtarna från albumet och en extra låt, Nattportiern. På låten Järnstaden gästar Nino Ramsby på sång. På dvd:n är det en annan version av Järnstaden än den som finns på skivan, Joakim Thåström sjunger där istället för Nino Ramsby. 

## Låtlista

### CD
1. "482 MHz"
2. "Spår överallt"
3. "Le Havre"
4. "Nordlicht"
5. "Rum 212"
6. "Honungsg"atan
7. "Ravic"
8. "Järnstaden" (Nina Ramsby - sång)
9. "...den dan"
10. "Hauptbahnhof"

### DVD
1. "Hauptbahnhof"
2. "Järnstaden"
3. "Ravic"
4. "Honungsgatan"
5. "Nattportiern"
6. "Nordlicht"

## Banduppsättning
- Joakim Thåström - sång
- Pelle Ossler - gitarr, bas, piano
- Niklas Hellberg - keyboard, synthesizer, programmeringar, ljudeffekter